# Os calcanei accessorium
Os calcanei accessorium is de benaming voor een accessoir voetwortelbeentje dat soms als extra ossificatiepunt ontstaat gedurende de embryonale ontwikkeling. Bij het kleine aantal mensen bij wie het botje voorkomt, bevindt het botje zich aan de laterale zijde van de calcaneus, net distaal van de malleolus lateralis van de fibula.,
Bij een kind is een botje beschreven dat lateraal van zowel calcaneus als talus gelegen was. Dit botje werd os talocalcaneus of os talocalcaneare laterale genoemd en wordt als variëteit van de ossa calcanei accessoria gezien.
Op röntgenfoto's wordt een os calcanei accesorium soms onterecht aangemerkt als afwijkend, losliggend botdeel of als fractuur.